# Катайгинське сільське поселення
Катайги́нське сільське поселення (рос. Катайгинское сельское поселение) — сільське поселення у складі Верхньокетського району Томської області Росії.
Адміністративний центр — селище Катайга.
Населення сільського поселення становить 1344 особи (2019; 1590 у 2010, 1824 у 2002).

## Склад
До складу сільського поселення входять:
| Населений пункт   | Населення, осіб (2002) | Населення, осіб (2010) |
| ----------------- | ---------------------- | ---------------------- |
| Катайга, селище   | 1812                   | 1584                   |
| Усть-Озерне, село | 12                     | 6                      |